# Mery Zamora
Mery Segunda Zamora García (sinh ngày 19 tháng 4 năm 1972) là một nhà lãnh đạo, giáo viên, và chính trị gia người Ecuador. Bà là chủ tịch của National Union of Educators  (UNE) từ năm 2007 đến 2010, một thuật ngữ trùng với thời điểm bắt đầu của chính phủ Rafael Correa. Bà đã trở thành một nhà phê bình nổi tiếng của chế độ này và là mục tiêu thường xuyên của việc lạm dụng bằng lời nói trên Correa's Citizen Link  phát sóng, đỉnh điểm là một cáo buộc khủng bố và phá hoại vào năm 2010. Thủ tục tố tụng pháp lý chống lại bà cuối cùng đã bị hủy bỏ sau khi kháng cáo thành công.
Từ năm 2014, bà là phó giám đốc đầu tiên của đảng Thống nhất.

## Tiểu sử
Mery Zamora được sinh ra ở Portoviejo vào ngày 19 tháng 4 năm 1972. bà đã hoàn thành nghiên cứu chính của mình tại Escuela Frypt Mixta Amalia Zevallos số 14, và giáo dục trung học tại Colegio Nacional Mixto 18 De Octubre và Colegio 23 de Octubre. Tại Học viện bình thường cấp cao 23 de Octubre, bà đã đạt được danh hiệu giáo viên trong General Basic Education.

## Hoạt động công đoàn
Trong thời gian ở trường, Zamora là một nhà lãnh đạo sinh viên, trở thành chủ tịch hội đồng sinh viên của Colegio 18 De Octubre năm 1987, và là chủ tịch hội đồng sinh viên của Colegio 23 de Octubre năm 1990.
Năm 1995, bà là người sáng lập và chủ tịch của Frente de Lucha por el Ingreso al Magisterio (FLIM). bà gia nhập Popular Front (Ecuador)  vào năm 1996. Bà là phó giám đốc cấp tỉnh của Frente Político Vanguardia del Magisterio năm 2000, thư ký truyền thông của National Union of Educators  tại tỉnh Manabí từ năm 2000 đến 2004, và giữ chức chủ tịch tỉnh của tổ chức đó từ năm 2004 đến năm 2007 Năm 2007, bà trở thành chủ tịch quốc gia của UNE.

## Hoạt động chính trị
Là chủ tịch của UNE, một trong những công đoàn lớn nhất của đất nước, Zamora đã khởi xướng sự phản đối các biện pháp giáo dục của chính phủ Rafael Correa, trong đó có sự đánh giá của các giáo viên. Điều này đã thu hút ire của Correa và bà trở thành người phụ nữ bị tấn công bằng lời nói thứ ba trên Citizen Link của anh ta  phát sóng, sau Lộ Đức Tibán và Cynthia Viteri.
Sau sự kiện ngày 30 tháng 9 năm 2010, bà bị buộc tội khủng bố và phá hoại sau khi một video trên điện thoại di động được cho là cho thấy bà kích động một nhóm học sinh bạo lực ở Guayaquil được trình bày trên Citizen Link. Zamora trả lời rằng bà đã yêu cầu các sinh viên giải tán, và bản thu âm chỉ bao gồm một đoạn âm thanh ngắn được đưa ra khỏi bối cảnh. Vào ngày 12 tháng 6 năm 2013, Tòa án Bảo đảm Hình sự của Guayas lần thứ 10 tuyên bố Zamora phạm tội, nhưng vào ngày 27 tháng 5 năm 2014, kháng cáo của bà đã được ba thẩm phán của National Court of Justice chấp nhận, hai người sau đó đã bị cách chức, và một người đã từ chức. Vào ngày 10 tháng 2 năm 2015, vụ kiện chống lại Zamora đã kết thúc.
Trong Phong trào Nhân dân Dân chủ (MPD), bà là người thay thế của nhà lắp ráp Jorge Escala  từ 2008 đến 2013, xuất hiện tại Quốc hội trong một số dịp. Vào tháng 8 năm 2011, trong khi vẫn phải đối mặt với các thủ tục tố tụng hình sự chống lại bà tại Guayaquil, bà đã được bầu làm giám đốc tỉnh của MPD tại Manabí. Tháng 10 năm đó, bà trở thành phó giám đốc đầu tiên. Trong cuộc bầu cử năm 2014, bà đã tranh cử chức thị trưởng của Portoviejo, giành được vị trí thứ tư trong cuộc bầu cử Phong trào CREO.
Vào ngày 27 tháng 9 năm 2014, Zamora được bổ nhiệm làm phó giám đốc đầu tiên của Unity, nổi lên sau khi giải thể MPD. Trong cuộc bầu cử năm 2017, bà là ứng cử viên của đảng cho Quốc hội cho quận phía nam Manabí, nhưng không giành được ghế. Vào ngày 22 tháng 2, bà và các ứng cử viên từ bốn bên khác đã yêu cầu kể lại do sự không thống nhất về số lượng.